# Château de Sagonte
Le château de Valence est une forteresse située sur le sommet de la colline qui protège la ville de Sagonte, dans la province de Valence (Espagne) et déclarée monument historique en 1931. L'histoire du site remonte à plus de deux mille ans et comprend des vestiges ibériques, romains et médiévaux. Pendant la période musulmane, le château est connu sous le nom de Murbĩtar et Morvedre.
Le siège et la prise de la ville ibérique par Hannibal Barca en 219 av. J.-C. conduit au déclenchement de la deuxième guerre punique. Les murs visibles sont en grande partie d'origine musulmane, avec des modifications importantes intervenues après la fin de la domination musulmane, les défenses sont renforcées et modernisées. En 1811, pendant les guerres napoléoniennes, les Français assiègent le château et réussissent finalement à le prendre, peu après les défenses sont réparées.

## Situation
Le château est situé à 23 kilomètres au nord de Valence, sur une colline au sommet plat. La colline est la dernière montée de la Sierra Calderona, atteignant une altitude de 172 mètres.

## Étymologie
Le nom ibérique à l'origine de la ville était Arse. Puis, Sagonte devient un municipe romain au milieu du Ier siècle av. J.-C. enregistré sous le nom de Municipium Saguntinum ou de Saguntum. Pendant le règne de Wamba, roi des Wisigoths, l'ancien municipe romain devient Sagonte, et il porte ce nom jusqu'en 711 et la fin du royaume wisigoth. Pendant la domination musulmane de l'Espagne, les Mozarabes appellent le lieu Murum Veterum, le « vieux mur », un nom  utilisé dès le XIe siècle. Avec le temps, cette forme se contracte et prend des formes telles que « Murvetrum », « Morvedre » et « Molvedre », et les musulmans le modifient en « Murbiter ». Les documents chrétiens du XIe siècle utilisent la forme Murus Vetulus.

## Description

Carte du château de Sagonte.

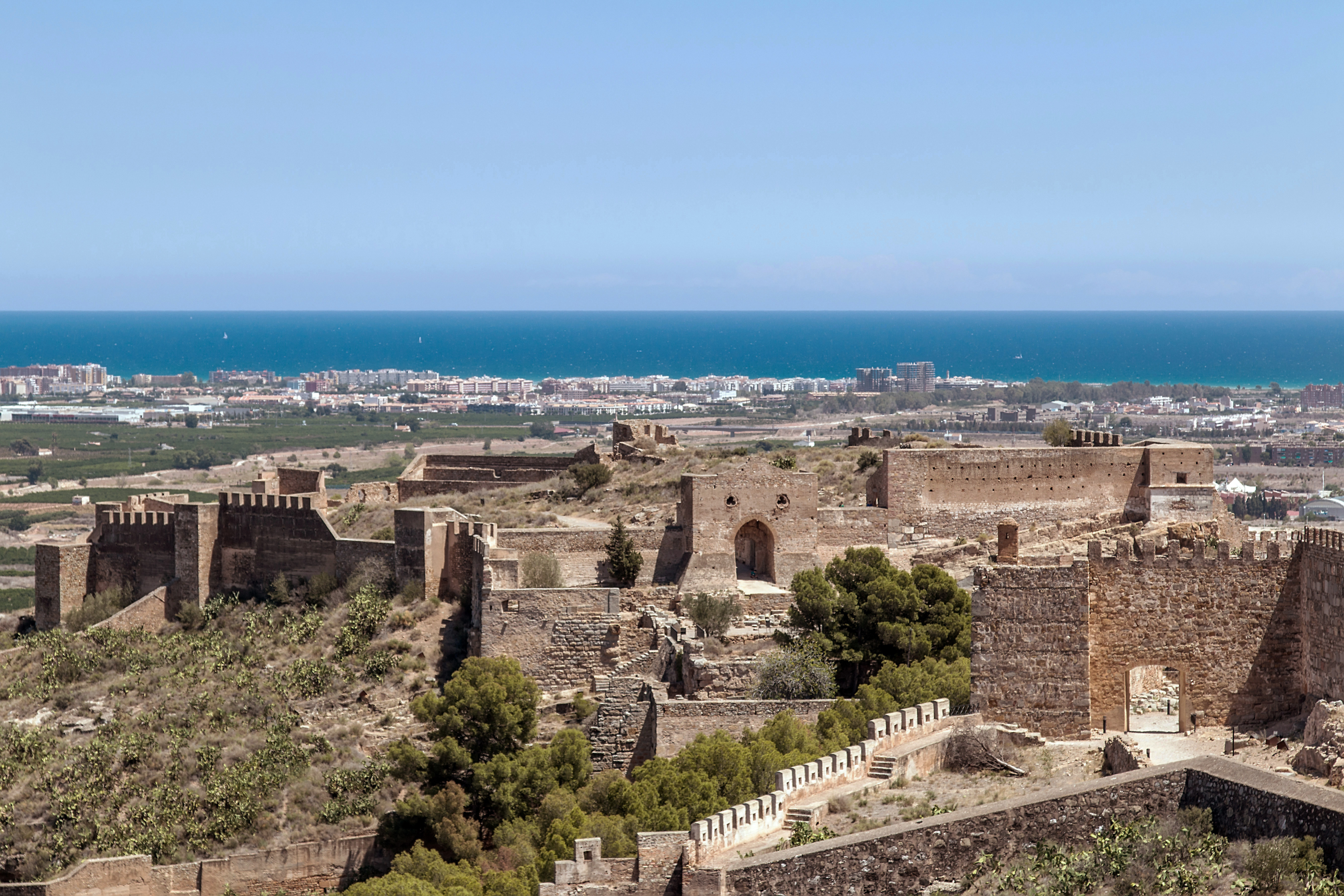
Panorama du château de Sagonte.

Le site occupe une colline surplombant la Mer Méditerranée et est entouré de murs défensifs. Le château est divisé en sept sections principales ou places. Les principales divisions ou places sont la Plaza de Armas, la Plaza de Almenara, la Plaza de los Neuf Pilares, la Plaza de San Fernando, la Plaza de los Estudiantes, la Plaza de la Ciudadela et la Plaza del Espolón. Les ruines visibles sont essentiellement celles de la citadelle musulmane, avec des modifications ultérieures après le passage de la forteresse sous domination chrétienne, et enfin par des ingénieurs français pendant la guerre de la guerre d'indépendance espagnole.

### Courtine
La courtine date principalement de la période islamique. Elle descend du château pour se connecter à une série de fortifications disposées autour de la ville située en contrebas. Elle subit de profondes modifications de la période chrétienne à la guerre d'indépendance espagnole, avec un remaniement gothique, puis de la Renaissance des anciennes fortifications musulmanes. Les tours et les bastions qui existent encore, datent pour la plupart du XVIIIe siècle.

### Plaza del Refectorio
La Plaza del Refectorio est la plus petite place du site. Elle est située au centre du château sur une élévation qui supporte également la batterie Reina Gobernadora. La Plaza del Refectorio tient son nom d'un certain nombre d'arcades voûtées qui servent de réfectoires. Son côté Est est formé par le réfectoire et est bordée au Sud par la courtine, à l'Ouest par un double mur en ruine et par une tour romaine, et au Nord par un mur fortifié. Un couloir entre la Plaza del Refectorio et la batterie relie la Plaza de Armas à la Plaza de San Fernando.

## Historiographie et archéologie
En 1888, Antonio Chabret y Fraga, historien espagnol, dans l'ouvrage Sagunto. Su historia y sus monumentos situe à côté de l'entrée médiévale un temple à colonnes, mais pour Carmen Aranegui Gascó, archéologue espagnole, dans une publication de 1987, il s'agit d'un autre accès à la basilique du forum qui se situe sur la Plaza de Armas,.
Manuel González Simancas (es) se concentre dans les années 1920 sur la zone supérieure du château sur la Plaza de Estudiantes et de San Fernando, et dès 1932 fouille la zone générale des vestiges romains de la Plaza de Armas, mais laisse peu de traces de ses enquêtes. Avec de l'aide de Pío Beltrán Villagrasa (d), des céramiques sont déterrées et la présence de deux bâtiments est constatée avec des sols antérieurs à la période romaine d'une dimension de 4,3 × 2,6 mètres. Un troisième sol, toujours antérieur à la période romaine, est inexploitable.
L'existence de dix couches de remblais différentes après l'édification de la muraille est attesté. Des fragments de 147 céramiques attiques à figures noires datés de la fin du Ve siècle av. J.-C. et du début du IVe siècle av. J.-C. sont découverts dans le remblai. Dans deux couches, des traces d'adobe apparaissent, sans qu'il soit possible de préciser si elles proviennent d'habitations à proximité et d'une rénovation des murailles. De petites pierres snt disposées entre les blocs épais de la muraille afin de les caler.
En 1975, des fouilles sont entreprises sous la direction du musée de la préhistoire de Valence par Don Domingo Fletcher Valls (ca).

### Les fouilles de 1992
En 1992, des travaux de restauration et de consolidation sont menés sur le mur Nord de la plaza de Estudiantes. Ils permettent la découverte d'une tour de l'époque romaine dans une zone fortement escarpée et près d'une porte d'entrée médiévale. À côté de cette entrée du Moyen Âge, une tour médiévale surplombe la tour d'époque romaine. Un mur de l'époque napoléonienne renforce le mur médiéval.
Après des fouilles archéologiques menées par le musée de Sagonte, sous la couche de pierres des murs médiévaux, un édifice défensif daté du premier quart du IIe siècle av. J.-C. est découvert. Les ressources matérielles et humaines nécessaires à la fouille sont fournies par la mairie de Sagonte et par la Généralité valencienne.

### Vestiges

#### Muraille ibérique
Une partie du mur défensif ibérique datant de l'Antiquité est visible du côté Est du château. L'enceinte ibérique datée de la première moitié du IVe siècle av. J.-C. est bien plus vaste que le château construit quinze siècles plus tard.

#### Forum romain
Une tour romaine du premier quart du IIe siècle av. J.-C. est découverte en 1992 sur le côté nord du château.
Les fondations du forum romain, ainsi que de celles de certains bâtiments ibériques et d'un temple romain ou d'un capitole, sont toutes situées dans la zone du forum du château, au sommet de la colline. Les ruines des édifices romains sont disposées autour d'une place de 60 × 36,5 mètres. Sur le côté ouest de la place se situe une basilique de 60 × 20 mètres. Le côté est de la place est bordé d'une rangée de tabernae (boutiques). Au sud de la place se trouve une citerne bien conservée, et la base du temple ou du capitole se trouve du côté nord. Le temple mesure 14 × 12 mètres. Un bâtiment complexe est situé du côté nord-est de la place; il n'a pas été identifié de manière sûre mais il peut s'agir d'une curie (assemblée ou palais de justice) ou d'un temple d'Auguste, ce bâtiment possède deux grandes chambres parallèles pouvant remplir les deux fonctions. Les vestiges d'un théâtre romain se trouvent à environ 50 mètres en bas de la colline au nord-ouest du forum. La construction de la citerne est probablement datée de la reconstruction de la ville après la deuxième guerre punique.
Le forum romain est fouillé en 1985. Le forum d'origine date de la fin de la période républicaine et est en grande partie démoli au début de la période impériale afin de construire un nouveau forum. Le nouveau forum est construit sous le règne d'Auguste et financé par Gnaeus Baebius Geminus, un aristocrate local. Le sommet de la colline est nivelé et des murs de soutènement renforcés par des contreforts soutiennent la plate-forme artificielle qui sert de fondation au forum. Du côté nord du forum, les murs de soutènement et les contreforts sont encore visibles.
|               |
| Forum romain. |

|                                                                   |
| La porte d'Almenara qui surplombe les fondations du forum romain. |

|                                   |
| Vestiges romains au premier plan. |

## Histoire

### Antiquité
Le site est apparemment colonisé pour la première fois par les Ibères au début de l'Âge du fer. Les premiers habitants appartiennent à la tribu des Edetans. Pendant que l'empire de Carthage se développe en Ibérie, les habitants forment une alliance défensive avec Rome. Cete alliance n'empêche pas le général carthaginois Hannibal Barca d'attaquer et de piller la ville ibérique en 219 av. J.-C., une action qui conduit au déclenchement de la deuxième guerre punique. En 214 av. J.-C., les Romains reprennent Sagonte aux Carthaginois.
Entre 175 et 100 av. J.-C., les Romains y édifient un temple ou un capitole sur la colline. Une citerne d'eau est construite près du temple, et est ensuite intégrée au forum impérial au Ier siècle.

### Moyen Âge
L'histoire du château pendant la période arabe est mal étudiée, Sagonte étant éclipsé par Valence pendant cette période. Mais c'est au cours de la période arabe que la partie Albacar du château est construite, ainsi que la plupart des murs extérieurs.
Les archives arabes du VIIIe siècle sur le règne d'Abd al-Rahman Ier de 755 à 788 indiquent que Sagonte relève de la juridiction de Tortosa à cette époque, plutôt qu'à celle de Valence. L'historien musulman Ibn Hayyan note que le château est pris de force en 929–930 et le mentionne à nouveau, sous son nom arabe, comme se soumettant au sultan Abd al-Rahman III en 933.
|                                              |
| Sagonte au sein du taïfa de Valence en 1038. |

|                                             |
| Sagonte au sein du taïfa de Tolède en 1065. |

|                                             |
| Sagonte au sein du taïfa de Tolède en 1086. |

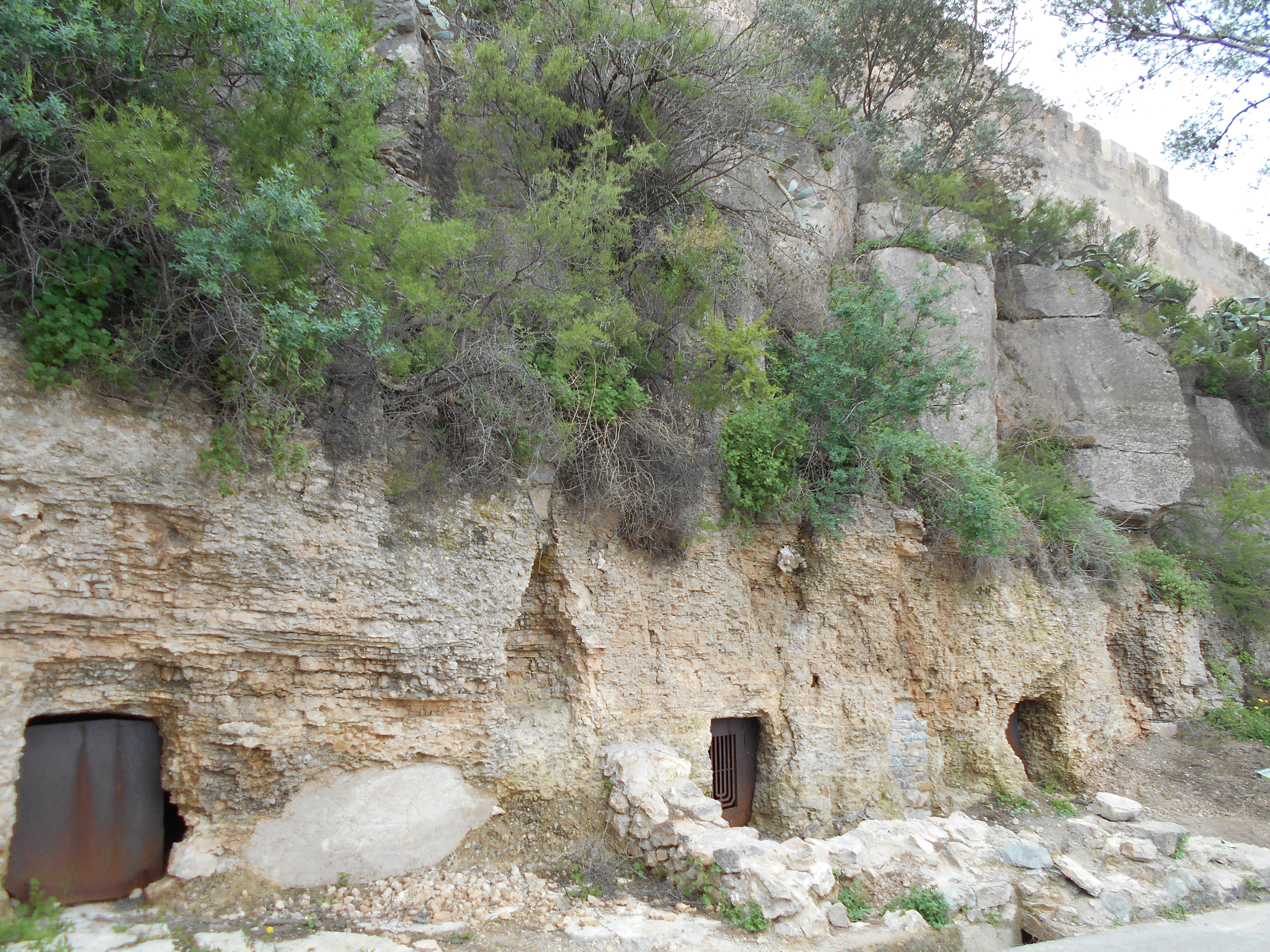
Tombes juives du XIV dans le château.

Le château de Sagonte est utilisé comme une forteresse par les Arabes afin de défendre les régions de la Catalogne et de Valence. Il est saisi et occupé par Le Cid de 1098 à 1102, et passe définitivement sous la domination chrétienne sous le règne de Jacques Ier d'Aragon en 1238,, qui l'incorpore au royaume de Valence. Au milieu du XIIIe siècle, le château devient une garnison chrétienne, bien que la majorité des habitants de la ville soient encore des musulmans.
Au début du XIVe siècle, Sagonte (toujours connu sous le nom de Morvedre) a une population juive croissante, entraînant la création d'un cimetière juif sous les murs du château en 1328. Pierre IV d'Aragon renforce les défenses du château au XIVe siècle. En 1363, le roi Pierre Ier de Castille  prend le château après l'avoir assiégé.

### Époque moderne

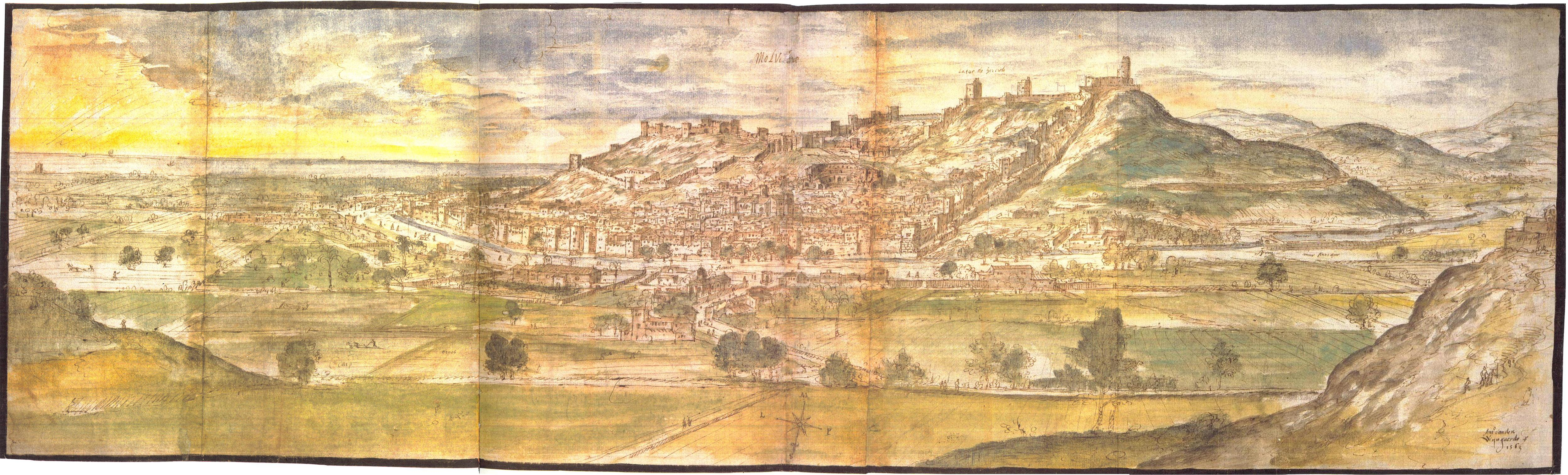
Illustration du château de Sagonte produite en 1563 par Anton van den Wyngaerde.

En 1562, Juan Bautista Antonelli, un ingénieur italien, est chargé par le roi Philippe II d'Espagne d'améliorer et de moderniser les défenses du château ; c'est à cette époque que l'enceinte du château est divisée en sept places.
Pendant la guerre de Succession d'Espagne, au début du XVIIIe siècle, le château est remis à l'archiduc d'Autriche. Peu de temps après, il passe sous le contrôle du roi Philippe V d'Espagne.
En 1811, pendant la guerre d'indépendance espagnole, le brigadier Andriani défend le château contre les troupes françaises commandées par le général Suchet qui assiègent la forteresse le 23 septembre de cette même année. Le brigadier Andriani résiste au siège et à plusieurs assauts, même si le général Suchet est finalement victorieux. Après avoir pris le château, le général français ordonne qu'il soit réparé et fait renforcer les défenses. Ces modifications sont supervisées par le brigadier Andriani.

## Annexe

#### Ouvrages
- (es) Agència Valenciana del Turisme, Castillo de Sagunto, Valence, Generalitat Valenciana, 2016 (lire en ligne). .
- (es) Ajuntament de Sagunt, Estrategia de desarrollo urbano sostenible integrada Sagunt : Anexo II: Historia de Sagunto, Sagonte, Ayuntamiento de Sagunto, 2016 (lire en ligne).
- (ca) Vicent Baixauli i Bach, Alberg per a estudiosos i viatgers al Castell de Sagunt, Valence, Escola Tècnica Superior d’Arquitectura de València, 2013 (lire en ligne). .
- (es) Antonio Chabret y Fraga, Sagunto. : Su historia y sus monumentos., vol. II, Barcelone, 1888. .
- (es) Antonio Chabret y Fraga, Sagunto : Nomenclator de las calles, plazas y puertas antiguas y modernas de la ciudad, Valladolid, Editorial MAXTOR, 2008 (1re éd. 1901) (ISBN 9788497614429, lire en ligne). .
- (en) Roger Collins, Spain : An Oxford Archaeological Guide, Oxford, Oxford University Press, 1998 (ISBN 0-19-285300-7). .
- (en) David Gates, The Spanish Ulcer : A History of the Peninsular War, Cambridge, Da Capo Press, 2001 (1re éd. 1986) (ISBN 0-306-81083-2). .
- (en) Mark D. Meyerson, Jews in an Iberian Frontier Kingdom : Society, Economy, and Politics in Morvedre, 1248–1391, Leiden, Brill, 2004 (ISBN 90-04-13739-4, OCLC 803887472, lire en ligne). .

#### Articles
- (es) Centro Arqueológico Saguntino, « Aspectos gráficos del Castillo de Sagunto », Revista ARSE, Sagonte,‎ 1972, p. 35-36 et 67-68 (lire en ligne, consulté le 12 janvier 2020). .
- (es) Carmen Aranegui Gascó, « La cisterna del flanco septentrional del foro de Saguntum », SAGUNTUM, Valence,‎ 1984, p. 195-203 (lire en ligne, consulté le 22 janvier 2020). .
- (es) « El edificio NE del foro de Sagunto », Archivo Espanol de Arqueologia, Madrid, C.S.I.C., vol. 59, nos 153-154,‎ 1986, p. 47-66.
- (es) Carmen Aranegui Gascó, « Algunas construcciones preaugusteas de Sagunto », Los asentamientos ibéricos ante la romanización, Madrid,‎ 1987, p. 155-162. .
- (es) Carmen Aranegui Gascó et E. Hernández, « Estudio de las fases constructivas del foro de Saguntum », Homenatge A.Chabret 1888-1988, Valence, Generalitat valenciana,‎ 1989, p. 145-153 (ISBN 84-7579-751-2).
- (es) Carmen Aranegui Gascó, « Un templo republicano en el centro cívico de Sagunto », Cuadernos de Arquitectura Romana, Murcie, vol. 1 « Templos romanos de Hispania »,‎ 1991, p. 67-82 (OCLC 144590726, lire en ligne, consulté le 13 janvier 2020).
- (ca) José Ángel Carruana Martínez et Manuel Civera i Gómez, « El gliptograma de la porta nord de la Plaça del Refectori del Castell de Sagunt », Revista ARSE, Sagonte,‎ 2000, p. 17-30 (lire en ligne, consulté le 15 janvier 2020). .
- (es) Andrés Díaz Borrás, « Las obras de conservación del castillo de Sagunto a lo largo del siglo XV (primera parte) », Revisa ARSE, Sagonte, vol. 32-33,‎ 1998-1999, p. 125-154 (lire en ligne, consulté le 15 janvier 2020).
- (es) Andrés Díaz Borrás, « La conservación del castillo de Sagunto a lo largo del siglo XV (segunda parte)> », Revisa ARSE, Sagonte, vol. 34,‎ 2000, p. 79-107 (lire en ligne, consulté le 22 janvier 2020).
- (es) Francisco Franco Sánchez, « Sagunto/Murbĩtar en el período islámico: Su historia a través de los textos », De Murbiter a Morvedre, Valence et Alicante,‎ 2006 (ISBN 9788484711063, lire en ligne, consulté le 9 janvier 2020). .
- (es) Felipe Mateu y Llopis, « Del Municipium Saguntinum al Morvedre mozárabe », Revista ARSE, Sagonte,‎ 1983, p. 23-28/361-366 (lire en ligne, consulté le 11 janvier 202). .
- (es) Ignacio Pascual Buyé et Carmen Aranegui Gascó, « Una torre defensiva de época republicana en el Castell de Sagunt », SAGUNTUM, Valence, vol. 26,‎ 1993, p. 189-203 (ISSN 2174-517X, DOI 10.7203/SAGVNTVM, lire en ligne, consulté le 22 janvier 2020). .
- (es) Facundo Roca Ribelles, « Grafitos en la muralla del castillo de Sagunto », Revista ARSE, Sagonte, vol. 40,‎ 2006, p. 65-69 (lire en ligne, consulté le 29 janvier 2020).
- (es) Pierre Rouillard, « Nota preliminar sobre las excavaciones en la pendiente sur del cerro del castillo de Sagunto », Saguntum, Valence, vol. 12,‎ 1977, p. 145-150 (ISSN 2174-517X, DOI 10.7203/SAGVNTVM, lire en ligne, consulté le 27 février 2020). .